# 키라라 (음악가)
키라라 (KIRARA)는 대한민국의 전자 음악 음악가이다. 키라라는 2014년 cts1으로 데뷔했으며, 현재까지 4개의 정규 음반 Rcts (2014), Moves (2016), Sarah (2018) 4 (2021)를 발매했다. 그 중 Moves는 2017년 한국대중음악상에서 최우수 댄스&일렉트로닉-음반을 수상했다. 키라라는 음악 시작과 함께 나오는 캐치 프레이즈인 "키라라는 이쁘고 강합니다. 여러분은 춤을 춥니다."으로 유명하다.

## 음반 목록

#### 정규 음반
- Rcts (2014)
- Moves (2016)
- Sarah (2018)
- 4 (2021)

#### EP
- cts1 (2014)
- cts2 (2014)
- cts3 (2015)
- cts4 (2015)
- cts5 (2017)
- cts6 (2019)
- 4-3 (2021)
- cts7 (2023)
- cts8 (2024)